# Copella nattereri
Copella nattereri är en fiskart som först beskrevs av Steindachner, 1876.  Copella nattereri ingår i släktet Copella och familjen Lebiasinidae. Inga underarter finns listade i Catalogue of Life.